# Vilma Illing
Vilma Illing (ur. 26 czerwca 1871 w Villach, zm. 21 stycznia 1903 we Wrocławiu – austriacka aktorka teatralna występująca na scenach w Niemczech i Austro-Węgrzech.

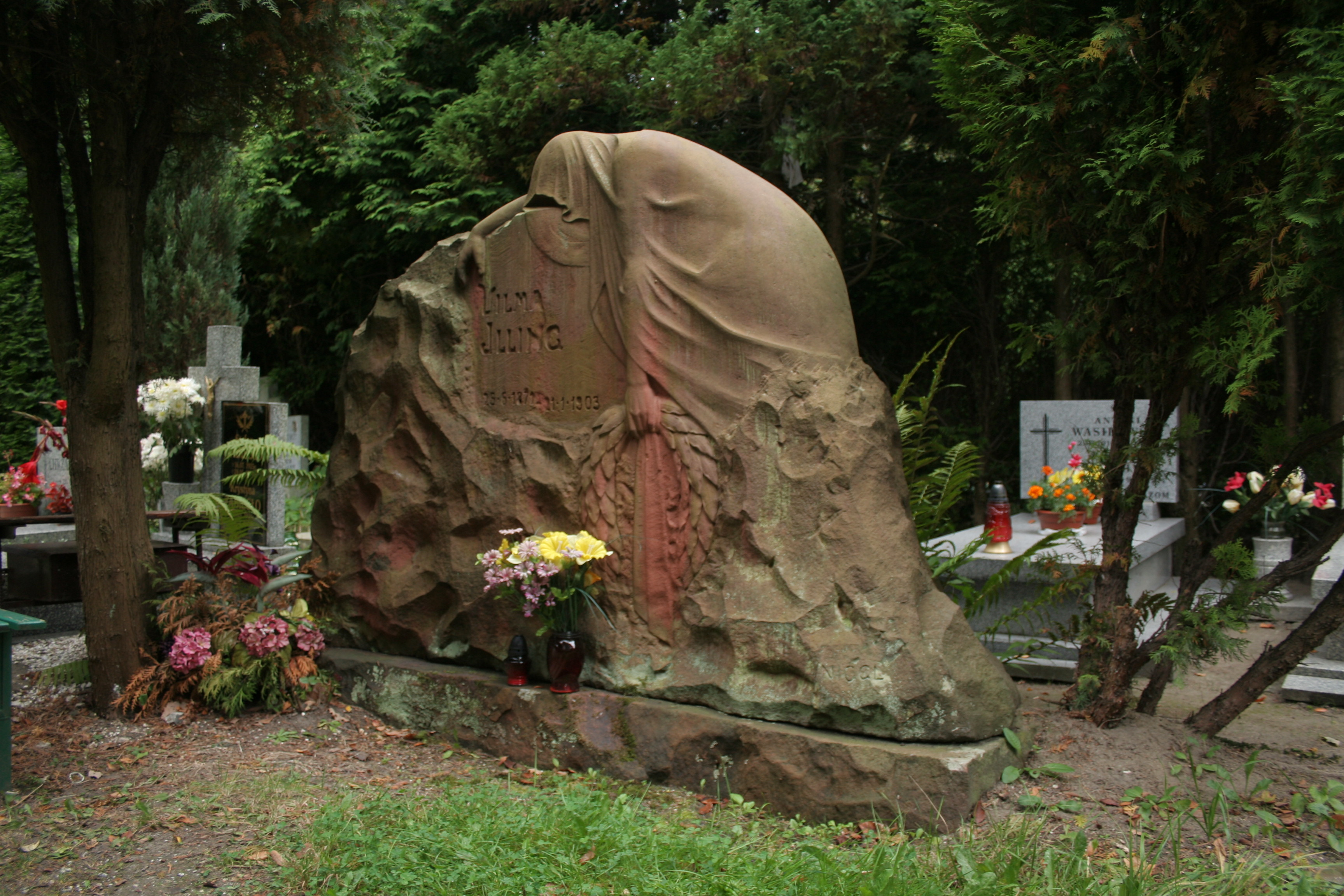
Pomnik nagrobny aktorki

Swoją karierę sceniczną rozpoczęła w wieku lat dwudziestu w miasteczku Baden koło Wiednia. Następnie występowała w teatrach w Marburgu, Bielsku, Libercu i Moguncji. W roku 1896 otrzymała angaż do Teatru Miejskiego we Wrocławiu. Była obdarzona delikatną urodą i wyrazistą mimiką. Występowała głównie w sztukach Henrika Ibsena i Gerharta Hauptmanna grając charakterystyczne role nowoczesnych kobiet. Od roku 1902 występowała na deskach berlińskiego Lessingtheater. 
Zmarła we Wrocławiu, w Szpitalu Elżbietanek przy Gräbschnerstr. (Grabiszyńskiej) 105 , pochowana została na Cmentarzu Grabiszyńskim we Wrocławiu. Jej charakterystyczny pomnik nagrobny wykonany z czerwonego piaskowca przedstawiający pochyloną, opłakującą śmierć postać kobiecą jest jednym z nielicznych zachowanych do dziś przedwojennych nagrobków na tym cmentarzu.

## Literatura
- Encyklopedia Wrocławia. Wyd. 3. Wrocław: Wydawnictwo Dolnośląskie, 2006, s. 304.